# U-571
『U-571』（ユーごーなないち）は、2000年のアメリカ合衆国の戦争映画。監督はジョナサン・モストウ、出演はマシュー・マコノヒー、ビル・パクストン、ハーヴェイ・カイテル、ジョン・ボン・ジョヴィなど。
第二次世界大戦中、暗号解読機を奪取するためにドイツ海軍のUボートへ潜入した米海軍兵たちの敵地脱出作戦を描いている。第73回アカデミー賞で2部門にノミネートされ、音響編集賞を受賞している。

## ストーリー
1942年北大西洋。1隻のドイツ潜水艦Uボート571号がイギリスの駆逐艦に攻撃され漂流、救難信号を発信する。
それを傍受したアメリカ海軍は潜水艦S-33をUボートに偽装、救援を装ってU571号を乗っ取り、ドイツ軍の最新暗号機（エニグマ）を奪取する作戦に出る。
しかし作戦実行中、救難信号を受けロリアンのUボート・ブンカーからU571号の救援に駆けつけた本物のUボートによってS-33が撃沈され乗組員のほとんどを失ってしまう。
敵潜水艦に取り残された副長ら数人は、扱いなれないUボート571号を駆使して、帰還しようとドイツ軍に立ち向かう。

## キャスト
| 役名                                           | 俳優                       | 日本語吹替   | 日本語吹替                     | 日本語吹替                             |
| 役名                                           | 俳優                       | ソフト版     | テレビ朝日旧版                 | テレビ朝日新版                         |
| ---------------------------------------------- | -------------------------- | ------------ | ------------------------------ | -------------------------------------- |
| アンドリュー・タイラー大尉                     | マシュー・マコノヒー       | 森田順平     | 山路和弘                       | 山寺宏一                               |
| マイク・ダルグレン少佐                         | ビル・パクストン           | 石塚運昇     | 磯部勉                         | 小川真司                               |
| ヘンリー・クロフ曹長                           | ハーヴェイ・カイテル       | 池田勝       | 坂口芳貞                       | 坂口芳貞                               |
| マシュー・クーナン少佐                         | デヴィッド・キース         | 沢木郁也     | 大塚明夫                       | 大塚明夫                               |
| ハーシュ大尉                                   | ジェイク・ウェバー         | 高宮俊介     | 原康義                         | 池田秀一                               |
| ピート・エメット大尉                           | ジョン・ボン・ジョヴィ     | 宮本充       | 堀内賢雄                       | 松本保典                               |
| ギュンター・バスナー艦長                       | トーマス・クレッチマン     | 松本大       | 藤本譲                         | 塚田正昭                               |
| ビル・ウェンツ無線技師                         | ジャック・ノーズワージー   | 室園丈裕     | 草尾毅                         | 私市淳                                 |
| テッド・"トリガー"・フィッツジェラルド無線技師 | トム・グイリー             | 野島健児     | 鳥海勝美                       | 福山潤                                 |
| ロナルド・"ラビット"・パーカー魚雷担当         | ウィル・エステス           | 岡野浩介     | 花輪英司                       | 江川大輔                               |
| アンソニー・マゾラ                             | エリック・パラディーノ     | 佐藤淳       | 加瀬康之                       | 岩尾万太郎                             |
| エディー・カーソン                             | テレンス・"T・C"・カーソン | 花田光       | 三宅健太                       | 三宅健太                               |
| チャールズ・"タンク"・クレメンス機関士         | デイブ・パワー             | 桐本琢也     | 大黒和広                       | 木下尚紀                               |
| ハーブ・グリッグス操舵手                       | ダーク・チートウッド       | 佐藤晴男     |                                |                                        |
| キース・ラーソン少尉                           | マシュー・セトル           | 村治学       | 田坂秀樹                       |                                        |
| ダルグレン夫人                                 | レベッカ・ティルニー       | 加藤沙織     |                                | 水月優希                               |
| 日本語版制作スタッフ                           |                            |              |                                |                                        |
| 演出                                           | 演出                       | 中野洋志     | 小山悟                         | 清水勝則                               |
| 翻訳                                           | 翻訳                       | 久保喜昭     | 平田勝茂                       | 平田勝茂                               |
| 調整                                           | 調整                       |              | 重光秀樹                       | 佐竹徹也                               |
| 効果                                           | 効果                       |              | リレーション                   | 南部満治                               |
| 編集協力                                       | 編集協力                   |              | IMAGICA 宮本陽介               | IMAGICA 箭内克彦                       |
| 制作協力                                       | 制作協力                   |              | ViViA 清宮正希                 | ViViA 清宮正希                         |
| 担当                                           | 担当                       |              |                                | 梶淳                                   |
| プロデューサー                                 | プロデューサー             |              | 福吉健                         |                                        |
| 制作                                           | 制作                       | ACクリエイト | ケイエスエス                   | ザック・プロモーション                 |
| 初回放送                                       | 初回放送                   | N/A          | 2003年1月12日 『日曜洋画劇場』 | 2004年9月19日 『日曜洋画劇場』 ※約94分 |

## 日本版イメージソング
- ジョン・ボン・ジョヴィがヴォーカルをつとめるバンド、ボン・ジョヴィの「Save the World」を起用。

## U-571について
この映画に登場するUボートのモデルとなった艦である「U-571」（de:U 571）は、1941年5月22日、ヘルムート・メールマン（en:Helmut Möhlmann）大尉を艦長として就役。同年8月に初哨戒に出る。北大西洋の2回の哨戒では成果は無かったが、3回目の哨戒でアメリカ東海岸に派遣され、英国船「ハートフォード」、ノルウェーのタンカー「コル」、米国の小型船「マーガレット」を撃沈。1942年5月7日に帰投している。その後は、メキシコ湾を哨戒し、イギリス船「ユマタ」を撃沈、アメリカ船「J.A.モファートジュニア」、「ペンシルベニア・サン」を大破させ、無事帰投。以後また北大西洋に派遣された。
1942年12月、6回めの哨戒ではトーチ作戦における連合軍の補給路を断つため、アゾレス諸島南西へ向かい、7度目は、北大西洋にてノルウェー船「インゲルフィア」を撃沈した。西アフリカ沖での8度目の哨戒の後、艦長が、メールマン大尉からグスタフ・リュッソウ（Gustav Lüssow）中尉に交代。しかし、1944年1月28日、アイルランド沿岸に派遣された際、豪州空軍の第461飛行中隊による攻撃で撃沈された。
余談ではあるが、「571」の艦番号は、第二次世界大戦後にアメリカ海軍が就役させた世界初の原子力潜水艦「USS ノーチラス (SSN-571)」と同じである。

## Z49について
劇中では、ドイツ海軍の駆逐艦「Z49」が登場し、U-571の艦砲射撃でラジオアンテナを破壊されるシーンがある。
史実のZ49はZ46型駆逐艦の1隻として建造予定だったが、起工されずに建造中止となっている。また、単装砲塔を前甲板に2基、後部甲板に1基配置しているなど、計画時のZ46型駆逐艦とは艦容が違うため、完全な架空艦である。

## 映画の基となった出来事
連合軍が、エニグマを奪取するためにUボートを捕獲し、艦内に突入したという出来事は、実際の戦史に存在する。ただし、映画のようにアメリカ海軍の潜水艦をUボートに偽装して、海兵隊員に率いられた潜水艦乗員がドイツ兵に扮し、武装してUボートに乗り込むということは無かった。本作品のエンドロールの最初に触れられているが、以下のような事例があった。
- 1941年5月9日、グリーンランド南端沖で英海軍艦隊が、U-110を爆雷攻撃し、損傷して浮上してきたU-110に武装した兵員が乗り込み、エニグマを入手。

- 1942年10月30日、同じく英海軍の駆逐艦「ペタード」が、ポート・サイド北方沖の海上でU-559に対して爆雷攻撃を行い、浮上してきたU-559に駆逐艦の副長と水兵の2人が武装して、U-559に強行突入。ドイツ海軍の気象情報用の暗号鍵を手に入れる。

- 1944年6月4日、空母「ガダルカナル」率いる米海軍第22.3機動部隊が、U-505を捕獲し、エニグマを入手。

映画は、U-110とU-559の事例を基に製作されたと思われるが、いずれも作戦を実行したのは米軍では無く、英軍である。

## 作品の評価
Rotten Tomatoesによれば、批評家の一致した見解は「素晴らしい撮影技術と興味深いプロット、そして才能のあるキャストとスタッフによって『U-571』は緊張感のあるスリラーに仕上がっている。」であり、115件の評論のうち高評価は68%にあたる78件で、平均点は10点満点中6.29点となっている。
Metacriticによれば、35件の評論のうち、高評価は22件、賛否混在は11件、低評価は2件で、平均点は100点満点中62点となっている。